# Kim Yoon-seok
Kim Yoon-seok (en hangul, 김윤석; nacido el 21 de enero de 1968) es un actor, director de cine y guionista surcoreano. Comenzó su carrera en el teatro y posteriormente obtuvo papeles menores en películas y series de televisión. Uno de sus papeles destacados fue el de villano en la película sobre juegos de apuestas Tazza: The High Rollers (2006), pero fue su actuación como un expolicía convertido en proxeneta en el éxito sorpresa The Chaser (2008) lo que le valió premios de actuación y un mayor reconocimiento.
Desde entonces, Kim se ha convertido en un actor aclamado en Corea del Sur, con actuaciones notables en películas como Running Turtle (2009), Jeon Woo-chi: The Taoist Wizard (2009), The Yellow Sea (2010), Punch (2011), The Thieves. (2012), Hwayi: A Monster Boy (2013), The Classified File (2015), The Priests (2015), 1987: When the Day Comes (2017), La figura oscura del crimen (2018) y Escape from Mogadishu (2022) .
En 2019 hizo su debut como director con Another Child, una película dramática familiar protagonizada por Yum Jung-ah y Kim So-jin.

## Carrera
Kim Yoon-seok se formó en el escenario como miembro de la renombrada Compañía de Teatro Yeonwoo (Yeonwoo Mudae), e hizo su debut como actor en 1988 con A Streetcar Named Desire Después de muchos años en el teatro, pasó al cine y la televisión en la segunda mitad de su carrera, apareciendo al principio en papeles menores.
En 2006 Kim dio un paso importante en su carrera con su actuación en Tazza: The High Rollers, de Choi Dong-hoon; el público elogió su trabajo en el papel secundario del despiadado jugador Agwi (que significa «demonio hambriento» en el budismo). Le siguió un papel protagonista en 2008 con The Chaser, dirigida por Na Hong-jin. Retrató con éxito al personaje moralmente ambiguo de un policía retirado convertido en proxeneta y que persigue a un asesino en serie que elige como víctimas a prostitutas. El thriller fue un éxito comercial y de crítica, convirtiéndose en una de las películas clásicas del género de suspenso, y la excelente actuación de Kim le valió ocho premios en total, lo que lo convirtió en un actor importante en la industria cinematográfica coreana.
Pasó de ser uno de los mejores actores de carácter de la industria a un actor principal popular: a continuación interpretó a un hombre de mediana edad que seguía el sueño de su vida de tocar en una banda de rock en The Happy Life, un detective rural que intenta capturar a un legendario fugitivo de prisión en Running Turtle, y al rival de un mago taoísta en Jeon Woo-chi.
En 2010 Kim se reunió con el coprotagonista de The Chaser, Ha Jung-woo, en la segunda película de Na, The Yellow Sea. Más adelante coprotagonizó con Yoo Ah-in la película sobre la mayoría de edad Punch, un éxito comercial y de crítica. Volvió a triunfar en 2012, cuando su película de atracos The Thieves se convirtió en la segunda película coreana de mayor audiencia de todos los tiempos.
En 2013 continuó trabajando con uno de los principales directores de Corea, en la película dramática familiar de Yim Soon-rye South Bound. Luego protagonizó Hwayi: A Monster Boy, un thriller de acción dirigido por Jang Joon-hwan. En 2014 protagonizó la película de autor aclamada por la crítica Sea Fog, dirigida por Shim Sung-bo.
En 2015 Kim colaboró con el director Kwak Kyung-taek en The Classified File, interpretando a un detective que coopera con un chamán para descubrir y salvar a una niña secuestrada. Luego, Kim se reunió con Kang Dong-won en The Priests, un thriller de misterio sobrenatural del director Jang Jae-hyun.The Priests fue un éxito de taquilla, con 5,44 millones de espectadores. Más tarde, Kim hizo una breve aparición en la película retro C'est si Bon de Kim Hyun-seok, interpretando a un hombre de mediana edad que vuelve la vista a su juventud en la década de 1980.
En 2016 protagonizó la película romántica Will You Be There?, dirigida por Hong Ji-young y basada en la novela homónima de Guillaume Musso. Kim interpretaba a un pediatra de mediana edad cuyo último deseo antes de morir era volver a ver a su primer amor.
En 2017 protagonizó la película histórica del director Hwang Dong-hyuk The Fortress También trabajó con el director Jang Joon-hwan en 1987: When the Day Comes, otra película política histórica sobre el movimiento prodemocrático en Corea del Sur en 1987.
En 2018 protagonizó la película de misterio y asesinato Dark Figure of Crime. Además de su labor como actor, trabajó en el guion junto al director Kwak Kyung-taek . En 2019 Kim hizo su debut como director con Another Child, una película dramática familiar.
En octubre de 2022 firmó un contrato de representación con la nueva agencia Hodu&U Entertainment.

## Vida personal
Kim nació en el condado de Danyang, provincia de Chungcheong del Norte, pero creció en Busan y luego se mudó a Seúl para seguir su carrera como actor.
Se casó con la actriz Bang Joo-ran en 2002 y tiene dos hijas.

## Filmografía

### Cine
| Año   | Título                          | Papel                         | Notas               | Ref.          |
| ----- | ------------------------------- | ----------------------------- | ------------------- | ------------- |
| 1994  | A Little Lover                  | Estudiante en el karaoke      | Papel menor         |               |
| 2001  | Kiss Me Much                    | Bailiff 1                     | Papel menor         |               |
| 2002  | Oollala Sisters                 | Sachae Quik                   | Papel menor         |               |
| 2004  | The Big Swindle                 | Detective Lee                 |                     |               |
| 2004  | To Catch a Virgin Ghost         | Hak-gyu                       |                     |               |
| 2005  | All for Love                    | Dong-man                      |                     |               |
| 2005  | My Girl and I                   | Profesor de biología          | Papel menor         |               |
| 2006  | Running Wild                    | Joo Hyun-tae                  |                     |               |
| 2006  | Like a Virgin                   | Padre de Oh Dong-ku           |                     |               |
| 2006  | Tazza: The High Rollers         | Agwi                          |                     |               |
| 2007  | The Happy Life                  | Seong-wook                    |                     |               |
| 2008  | The Chaser                      | Eom Joong-ho                  |                     |               |
| 2009  | Running Turtle                  | Jo Pil-seong                  |                     |               |
| 2009  | Jeon Woo-chi: The Taoist Wizard | Hwadam                        |                     |               |
| 2010  | The Yellow Sea                  | Myun Jung-hak                 |                     |               |
| 2011  | Punch                           | Lee Dong-ju                   |                     |               |
| 2012  | The Thieves                     | Macao Park                    |                     |               |
| 2013  | South Bound                     | Choi Hae-gab                  |                     |               |
| 2013  | Hwayi: A Monster Boy            | Seok-tae                      |                     |               |
| 2014  | Haemoo                          | Capitán Cheol-joo             |                     |               |
| 2014  | Tazza: The Hidden Card          | Agwi                          |                     |               |
| 2015  | C'est si bon                    | Oh Geun-tae (40 años)         |                     |               |
| 2015  | The Classified File             | Gong Gil-yong                 |                     |               |
| 2015  | The Priests                     | Padre Kim Bum-shin            |                     |               |
| 2016  | Will You Be There?              | Han Soo-hyun (en el presente) |                     |               |
| 2017  | The Fortress                    | Kim Sang-heon                 |                     |               |
| 2017  | 1987: When the Day Comes        | Park Cheo-won                 |                     |               |
| 2018  | Dark Figure of Crime            | Hyung-min                     |                     |               |
| 2019  | Another Child                   | Dae-won                       | Debut como director |               |
| 2021  | Escape from Mogadishu           | Han Sin-seong                 |                     | [ 30 ]        |
| 2023  | Noryang: Deadly Sea             | Yi Sun-sin                    |                     | [ 31 ] [ 32 ] |
| Prog. | Large Family                    |                               |                     | [ 33 ]        |
| Prog. | Virus                           |                               |                     | [ 34 ]        |

### Series de televisión
| Año  | Título                        | Papel            | Notas                        |
| ---- | ----------------------------- | ---------------- | ---------------------------- |
| 2004 | Anagram                       | Detective        | Drama City, drama en un acto |
| 2004 | Blue Skies in Jeju Island     | Kyung-soo        | Drama City, drama en un acto |
| 2005 | Home Improvement Activity Log |                  | Drama City, drama en un acto |
| 2005 | Loveholic                     |                  |                              |
| 2005 | Resurrección                  | Cheon Gong-myung |                              |
| 2006 | Thank You, My Life            | Kang Yoon-ho     |                              |
| 2006 | Love Me When You Can          | Han Dong-gyu     |                              |
| 2024 | Nadie en el bosque            | Jeon Young-ha    | [ 35 ]                       |

## Teatro
| Año  | Título                     | Papel            |
| ---- | -------------------------- | ---------------- |
| 1988 | Un tranvía llamado deseo   | Stanley Kowalski |
| 1993 | There Is a Soup            |                  |
| 1993 | La revuelta de las mujeres |                  |
| 1994 | Giselle                    |                  |
| 1994 | 살찐 소파에 대한 일기      |                  |
|      | Bicicleta                  |                  |
|      | Esperando a Godot          |                  |
|      | La fiesta de cumpleaños    |                  |
| 1998 | Equus                      | Martín Dysart    |
|      | Moskito                    |                  |
| 2000 | 아싸나체                   |                  |
| 2000 | Hermanos de sangre         |                  |
| 2001 | Edipo                      |                  |
| 2001 | Línea 1                    |                  |
| 2002 | Largo viaje hacia la noche |                  |
| 2006 | Sueño de otoño             |                  |

### Premios y nominaciones
| Año  | Premios                                       | Categoría                     | Papel                    | Resultado | Ref.          |
| ---- | --------------------------------------------- | ----------------------------- | ------------------------ | --------- | ------------- |
| 2006 | MBC Drama Awards                              | Premio a la excelencia, actor | Love Me When You Can     | Ganador   |               |
| 2006 | 27.os Blue Dragon Film Awards                 | Mejor actor de reparto        | Tazza: The High Rollers  | Nominado  |               |
| 2007 | 8.os Busan Film Critics Awards                | Mejor actor de reparto        | Tazza: The High Rollers  | Ganador   |               |
| 2007 | 1.os Korea Movie Star Awards                  | Mejor actor de reparto        | Tazza: The High Rollers  | Ganador   |               |
| 2007 | 44.os Grand Bell Awards                       | Mejor actor de reparto        | Tazza: The High Rollers  | Ganador   | [ 36 ]        |
| 2007 | Asian Film Critics Association Awards         | Mejor actor de reparto        | Tazza: The High Rollers  | Nominado  |               |
| 2008 | 44.os Baeksang Arts Awards                    | Mejor actor                   | The Chaser               | Nominado  |               |
| 2008 | 16.os Chunsa Film Art Awards                  | Mejor actor                   | The Chaser               | Ganador   |               |
| 2008 | 9.os Busan Film Critics Awards                | Mejor actor                   | The Chaser               | Ganador   |               |
| 2008 | 17.os Buil Film Awards                        | Mejor actor                   | The Chaser               | Ganador   | [ 37 ]        |
| 2008 | 45.os Grand Bell Awards                       | Mejor actor                   | The Chaser               | Ganador   | [ 38 ]        |
| 2008 | 45.os Grand Bell Awards                       | Actor más popular             | The Chaser               | Ganador   | [ 38 ]        |
| 2008 | 29.os Blue Dragon Film Awards                 | Mejor actor                   | The Chaser               | Ganador   | [ 39 ]        |
| 2008 | 7.os Korean Film Awards                       | Mejor actor                   | The Chaser               | Ganador   |               |
| 2008 | 4.o University Film Festival of Korea         | Mejor actor                   | The Chaser               | Ganador   |               |
| 2008 | 2.os Asia Pacific Screen Awards               | Mejor actor                   | The Chaser               | Nominado  |               |
| 2009 | 1.os Kmdb Choice Awards                       | Mejor actor                   | The Chaser               | Ganador   |               |
| 2009 | 18.os Buil Film Awards                        | Mejor actor                   | Running Turtle           | Nominado  |               |
| 2009 | 46.os Grand Bell Awards                       | Mejor actor                   | Running Turtle           | Nominado  |               |
| 2009 | 30.os Blue Dragon Film Awards                 | Mejor actor                   | Running Turtle           | Nominado  |               |
| 2010 | 46.os Baeksang Arts Awards                    | Mejor actor                   | Running Turtle           | Nominado  |               |
| 2011 | 20.os Buil Film Awards                        | Mejor actor                   | The Yellow Sea           | Nominado  |               |
| 2011 | 48.os Grand Bell Awards                       | Mejor actor                   | The Yellow Sea           | Nominado  |               |
| 2011 | 32.os Blue Dragon Film Awards                 | Mejor actor                   | The Yellow Sea           | Nominado  |               |
| 2011 | Cine 21 Awards                                | Mejor actor                   | The Yellow Sea           | Ganador   |               |
| 2012 | 3.os KOFRA Film Awards                        | Mejor actor                   | Punch                    | Ganador   |               |
| 2012 | 48.os Baeksang Arts Awards                    | Mejor actor                   | Punch                    | Nominado  |               |
| 2012 | 21.os Buil Film Awards                        | Mejor actor                   | Punch                    | Nominado  |               |
| 2012 | 33.os Blue Dragon Film Awards                 | Mejor actor                   | Punch                    | Nominado  |               |
| 2012 | 20.os Korean Culture and Entertainment Awards | Gran Pemio (Daesang)          | The Thieves              | Ganador   |               |
| 2012 | 12.o Korea World Youth Film Festival          | Actor Favorito                | The Thieves              | Ganador   |               |
| 2015 | 24.os Buil Film Awards                        | Mejor actor                   | The Classified File      | Nominado  |               |
| 2017 | 38.os Blue Dragon Film Awards                 | Mejor actor                   | The Fortress             | Nominado  |               |
| 2018 | 54.os Baeksang Arts Awards                    | Gran Pemio (Daesang)          | The Fortress             | Nominado  | [ 40 ] [ 41 ] |
| 2018 | 54.os Baeksang Arts Awards                    | Gran Pemio (Daesang)          | 1987: When the Day Comes | Nominado  | [ 40 ] [ 41 ] |
| 2018 | 54.os Baeksang Arts Awards                    | Mejor actor                   | 1987: When the Day Comes | Ganador   | [ 40 ] [ 41 ] |
| 2018 | 12.os Asian Film Awards                       | Mejor actor                   | 1987: When the Day Comes | Nominado  |               |
| 2018 | 17.o New York Asian Film Festival             | Premio Star Asia              | 1987: When the Day Comes | Ganador   |               |
| 2018 | 23.os Chunsa Film Art Awards                  | Mejor actor                   | 1987: When the Day Comes | Nominado  | [ 42 ]        |
| 2018 | 27.os Buil Film Awards                        | Mejor actor                   | 1987: When the Day Comes | Nominado  | [ 43 ]        |
| 2018 | 55.os Grand Bell Awards                       | Mejor actor                   | 1987: When the Day Comes | Nominado  | [ 44 ]        |
| 2018 | 39.o Blue Dragon Film Awards                  | Mejor actor                   | 1987: When the Day Comes | Ganador   | [ 45 ]        |
| 2018 | 38.o Golden Cinema Film Festival              | Mejor actor                   | 1987: When the Day Comes | Ganador   | [ 46 ]        |
| 2018 | Cine 21 Awards                                | Mejor actor                   | 1987: When the Day Comes | Ganador   |               |
| 2018 | 3.er London Asian Film Festival               | Mejor actor                   | Dark Figure of Crime     | Ganador   | [ 47 ]        |
| 2018 | 2018 Korea Best Star Awards                   | Mejor actor                   | Dark Figure of Crime     | Ganador   | [ 48 ]        |
| 2019 | 23.er Fantasia International Film Festival    | Mejor película                | Another Child            | Nominado  |               |
| 2019 | 23.er Fantasia International Film Festival    | Mención especial              | Another Child            | Ganador   |               |
| 2019 | 40.os Blue Dragon Film Awards                 | Mejor director novel          | Another Child            | Nominado  |               |
| 2020 | 56.os Grand Bell Awards                       | Mejor director novel          | Another Child            | Nominado  |               |
| 2021 | 30.os Buil Film Awards                        | Mejor actor                   | Escape from Mogadishu    | Nominado  | [ 49 ]        |
| 2021 | 42.os Blue Dragon Film Awards                 | Mejor actor                   | Escape from Mogadishu    | Nominado  | [ 50 ]        |
| 2022 | 58.os Baeksang Arts Awards                    | Mejor actor de cine           | Escape from Mogadishu    | Nominado} | [ 51 ]        |
| 2022 | Chunsa Film Art Awards 2022                   | Mejor actor                   | Escape from Mogadishu    | Nominado  | [ 52 ]        |
| 2024 | 60.os Baeksang Arts Awards                    | Mejor actor de cine           | Noryang: Deadly Sea      | Nominado  | [ 53 ] [ 54 ] |
| 2024 | 60.os Baeksang Arts Awards                    | Actor más popular             | Kim Yoon-seok            | Nominado  | [ 53 ] [ 54 ] |

### Premios y condecoraciones estatales
| País          | Año  | Condecoración o premio | Ref.   |
| ------------- | ---- | ---------------------- | ------ |
| Corea del Sur | 2022 | Encomio presidencial   | [ 58 ] |